# نيلس هانستين
نيلس هانستين (بالنرويجية البوكمول: Nils Hansteen)‏ هو رسام نرويجي، ولد في 29 أبريل 1855 في مو إي رانا في النرويج، وتوفي في 1912 في كريستيانية في النرويج.